# Cardiobacterium hominis
Cardiobacterium hominis је грам-негативна штапичаста бактерија (бацил) која се обично класификује у HACEK, групу бактерија које узрокују упалу срца. Ова бактерија је присутна у устима и горњим деловима респираторног тракта (нос и грло) око 70% здравих особа.  Међутим, у ретким ситуацијама може изазвати и ендокардитис, инфекцију срчаних залистака. 

## Микробиолошке карактеристике
Cardiobacterium hominis је факултативно анаеробни, каталаза-негативни, оксидаза-позитивни, грам-негативни или грам-варијабилни бацил, који производи индол.  Његова морфологија је класично описана као високо плеоморфна и неправилно бојена, иако се хомогени бацили уједначених облика могу видети уз додатак екстракта квасца. 